# Henry Everard
Henry Breedon Everard, GCLM, DSO (ur. 21 lutego 1897 w High Barnet, zm. 7 sierpnia 1980) – rodezyjski polityk trzykrotnie pełniący obowiązki prezydenta tego kraju. Z wykształcenia inżynier kolejowy.

## Zarys biografii
Urodził się w podlondyńskiej miejscowości High Barnet. Kształcił się w Marlborough College i na Uniwersytecie Cambridge. W czasie I wojny światowej walczył w szeregach Brygady Strzelców we Francji, gdzie został ranny. Służbę wojskową zakończył w randze kapitana. W 1922 rozpoczął pracę na kolei jako inżynier. Wraz z wybuchem II wojny światowej otrzymał ponowne powołanie do wojska z przydziałem do pułku piechoty Sherwood Foresters. W trakcie działań bojowych dostał się do niemieckiej niewoli. Za bohaterstwo został odznaczony Orderem Wybitnej Służby. Otrzymał także awans na stopień podpułkownika. Po zakończeniu wojny objął kierownicze stanowisko w Kolejach Brytyjskich.
W 1953 przybył do Bulawayo w Rodezji Południowej, aby objąć urząd dyrektora generalnego Kolei Rodezyjskich. Pracował na tym stanowisku do przejścia na emeryturę w 1958. Następnie, pozostając w Rodezji, zajął się działalnością polityczną. Wstąpił do Frontu Rodezyjskiego i z jego ramienia zasiadał w Parlamencie Rodezji Południowej. Jak większość członków tej partii poparł ogłoszenie przez kolonię niepodległości (11 listopada 1965) od Wielkiej Brytanii. W niepodległej Rodezji pozostał aktywny politycznie – kilkakrotnie pełnił obowiązki prezydenta kraju.

## Odznaczenia
- Wielki Komandor Legii Zasługi (Rodezja)
- Distinguished Service Order (Wielka Brytania)
- Territorial Decoration (Wielka Brytania)